# Mormodes horichii
Mormodes horichii är en orkidéart som beskrevs av Jack Archie Fowlie. Mormodes horichii ingår i släktet Mormodes och familjen orkidéer. Inga underarter finns listade i Catalogue of Life.